# Nieuport 28

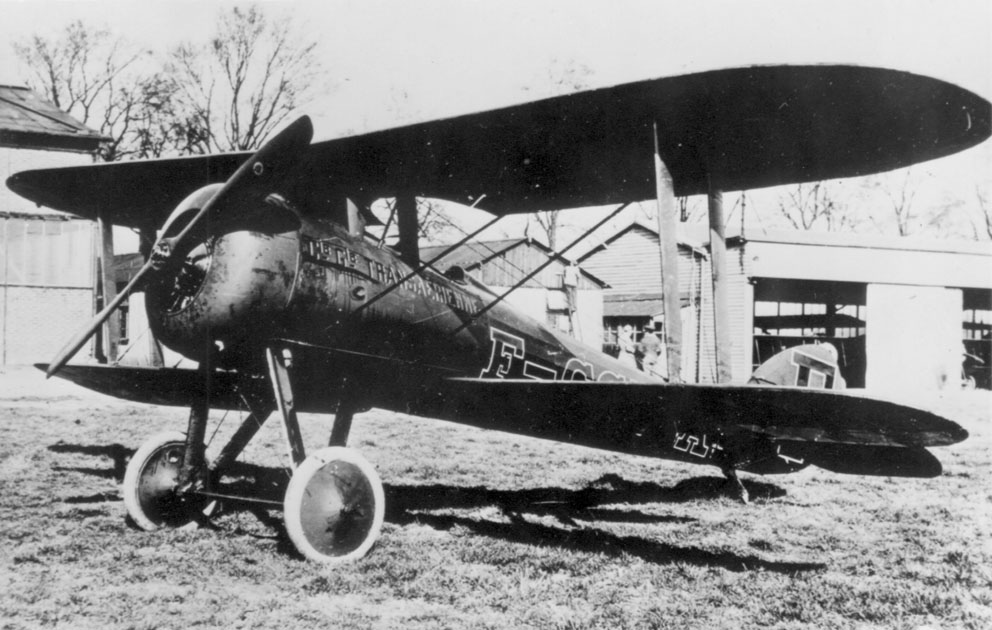
Eine zivil zugelassene Nieuport 28 nach dem Krieg

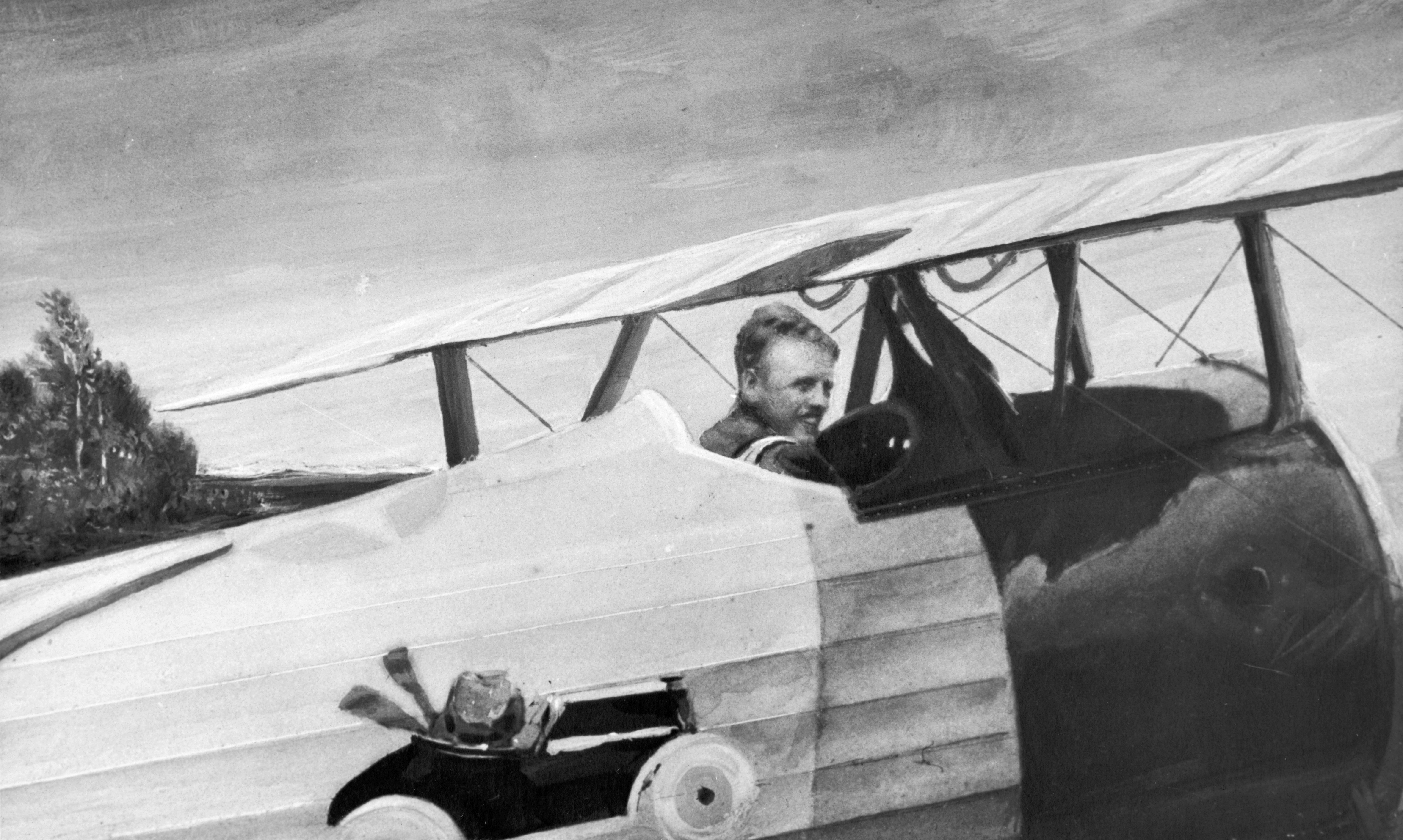
Quentin Roosevelt in seiner Nieuport

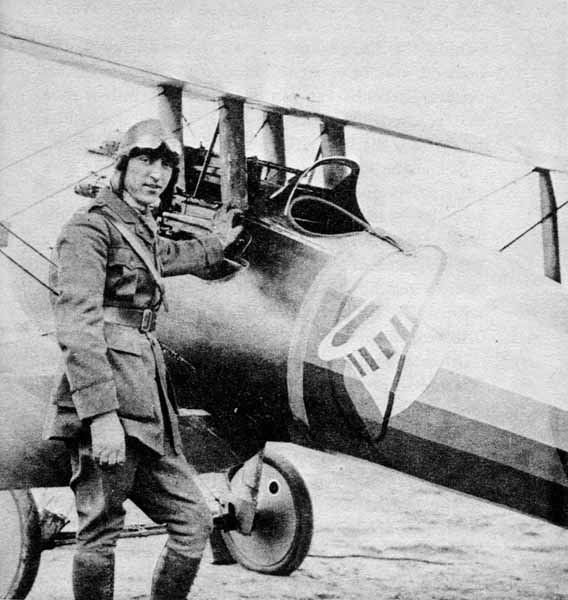
Eddie Rickenbacker vor seiner Nieuport

Die Nieuport 28 (N.28C-1) war ein französisches Doppeldecker-Jagdflugzeug, das 1918 während des Ersten Weltkrieges erstmals eingesetzt wurde.

## Konstruktion
Das Flugzeug wurde von Gustave Delage entworfen und flog erstmals im Juni 1917. Entgegen der Verbindung der Tragflächen mit V-Streben, wie bei der Nieuport 27, wurden jetzt zwei parallel verlaufende Streben verwendet. Als Antrieb wurde ein leistungsstarker Umlaufmotor Gnôme 9N mit 160 PS (119 kW) eingesetzt.

## Einsatz

### Erster Weltkrieg
Das Flugzeug sollte in großer Anzahl von französischen und amerikanischen Jagdstaffeln eingesetzt werden. Allerdings stornierte die französische Luftwaffe alle Bestellungen und gab der SPAD S.XIII den Vorzug. So wurden die Maschinen an die American Expeditionary Force, kurz AEF geliefert. Die AEF erhielt insgesamt 287 Maschinen.
Es war das erste Flugzeug, welches von Piloten des AEF im Ersten Weltkrieg im Luftkampf eingesetzt wurde. Beim zweiten Patrouilleneinsatz der AEF am 14. April 1918 wurden zwei gegnerische Maschinen abgeschossen. Die Piloten waren Alan Winslow und Douglas Campbell vom 94th Aero Squadron. Obwohl die Nieuport 28 bereits als veraltet galt und durch die SPAD S.XIII ersetzt werden sollte, konnten amerikanische Piloten viel mehr Luftsiege als Verluste der Maschine melden.
Die Maschine war wendiger als die SPAD, hatte aber oftmals Motorprobleme. Die Bespannung konnte sich im Sturzflug lösen. Trotzdem wurde die Maschine von vielen amerikanischen Piloten, wie beispielsweise Quentin Roosevelt – dem Sohn des früheren US-Präsidenten Theodore Roosevelt – und dem Fliegerass Eddie Rickenbacker geflogen.

### Leistungsvergleich
Leistungsvergleich von Jagdeinsitzern im Fronteinsatz zum Ende des Ersten Weltkriegs:
| Name                   | Staat                  | Erstflug   | Indienststellung | Motorleistung | max. Geschwindigkeit | Startmasse | Bewaffnung (MG) | Gipfelhöhe | Stückzahl |
| ---------------------- | ---------------------- | ---------- | ---------------- | ------------- | -------------------- | ---------- | --------------- | ---------- | --------- |
| Albatros D.III         | Deutsches Reich        | 1916-08-01 | 1917-01-15       | 170 PS        | 165 km/h             | 886 kg     | 2               | 5.500 m    | 1352      |
| S.E.5a                 | Vereinigtes Königreich | 1916-11-22 | 1917-03-15       | 200 PS        | 222 km/h             | 880 kg     | 2               | 5.185 m    | 5205      |
| Sopwith Camel          | Vereinigtes Königreich | 1916-12-31 | 1917-06-15       | 130 PS        | 185 km/h             | 659 kg     | 2               | 5.791 m    | 5490      |
| Sopwith Dolphin        | Vereinigtes Königreich | 1917-03-23 | 1918-02-15       | 200 PS        | 211 km/h             | 890 kg     | 2               | 6.100 m    | 2072      |
| Albatros D.Va          | Deutsches Reich        | 1917-04-15 | 1917-07-15       | 185 PS        | 187 km/h             | 937 kg     | 2               | 6.250 m    | 2562      |
| Pfalz D.IIIa           | Deutsches Reich        | 1917-04-15 | 1917-08-15       | 180 PS        | 181 km/h             | 834 kg     | 2               | 6.000 m    | 750       |
| SPAD S.XIII            | Frankreich             | 1917-04-30 | 1917-05-31       | 220 PS        | 222 km/h             | 820 kg     | 2               | 6.650 m    | 8472      |
| Nieuport 28            | Frankreich             | 1917-06-14 | 1918-03-15       | 160 PS        | 195 km/h             | 740 kg     | 2               | 5.200 m    | 300       |
| Fokker Dr.I            | Deutsches Reich        | 1917-07-05 | 1917-09-01       | 130 PS        | 160 km/h             | 585 kg     | 2               | 6.500 m    | 420       |
| Sopwith Snipe          | Vereinigtes Königreich | 1917-10-31 | 1918-08-30       | 230 PS        | 195 km/h             | 955 kg     | 2               | 6.100 m    | 497       |
| L.F.G. Roland D.VIa    | Deutsches Reich        | 1917-11-30 | 1918-05-15       | 160 PS        | 190 km/h             | 820 kg     | 2               | 5.500 m    | 353       |
| Siemens-Schuckert D.IV | Deutsches Reich        | 1917-12-31 | 1918-08-15       | 160 PS        | 190 km/h             | 735 kg     | 2               | 8.000 m    | 123       |
| Fokker D.VII           | Deutsches Reich        | 1918-01-24 | 1918-04-15       | 180 PS        | 189 km/h             | 910 kg     | 2               | 6.000 m    | 800       |
| Fokker D.VIIF          | Deutsches Reich        | 1918-01-24 | 1918-04-15       | 226 PS        | 205 km/h             | 910 kg     | 2               | 7.000 m    | 200       |
| Pfalz D.VIII           | Deutsches Reich        | 1918-01-24 | 1918-09-15       | 160 PS        | 190 km/h             | 740 kg     | 2               | 7.500 m    | 120       |
| Pfalz D.XII            | Deutsches Reich        | 1918-03-31 | 1918-07-15       | 160 PS        | 180 km/h             | 902 kg     | 2               | 5.640 m    | 750       |
| Fokker D.VIII          | Deutsches Reich        | 1918-05-31 | 1918-07-31       | 110 PS        | 204 km/h             | 605 kg     | 2               | 6.300 m    | 289       |

### Nachkriegszeit
Am Ende des Krieges wurden weitere 600 modifizierte N.28A.1 durch die USAS bestellt. Die Maschinen wiesen kleinere Strukturverbesserungen und neue Marlin-MG auf. Die Flugzeuge wurden hauptsächlich als Schulflugzeuge verwendet. Zwölf Maschinen gingen an die US-Marine, um von Schlachtschiffen zu starten. Nach dem Krieg flogen vier zivile Maschinen im Jahr 1920 während eines Poststreiks in Frankreich zwischen Paris und London. Die letzte Nieuport 28 wurde in den 1930er-Jahren aus der Schweizer Luftwaffe zurückgezogen.

## Militärische Nutzer
Argentinien
- Fuerza Aérea Argentina: 2

 Frankreich
- Aéronautique Militaire

 Griechenland
- Griechische Luftstreitkräfte

 Guatemala
1 Exemplar
 Schweiz
- Schweizer Luftwaffe: 1

 Vereinigte Staaten
- American Expeditionary Force
- US Army Air Service
- US Navy

## Technische Daten

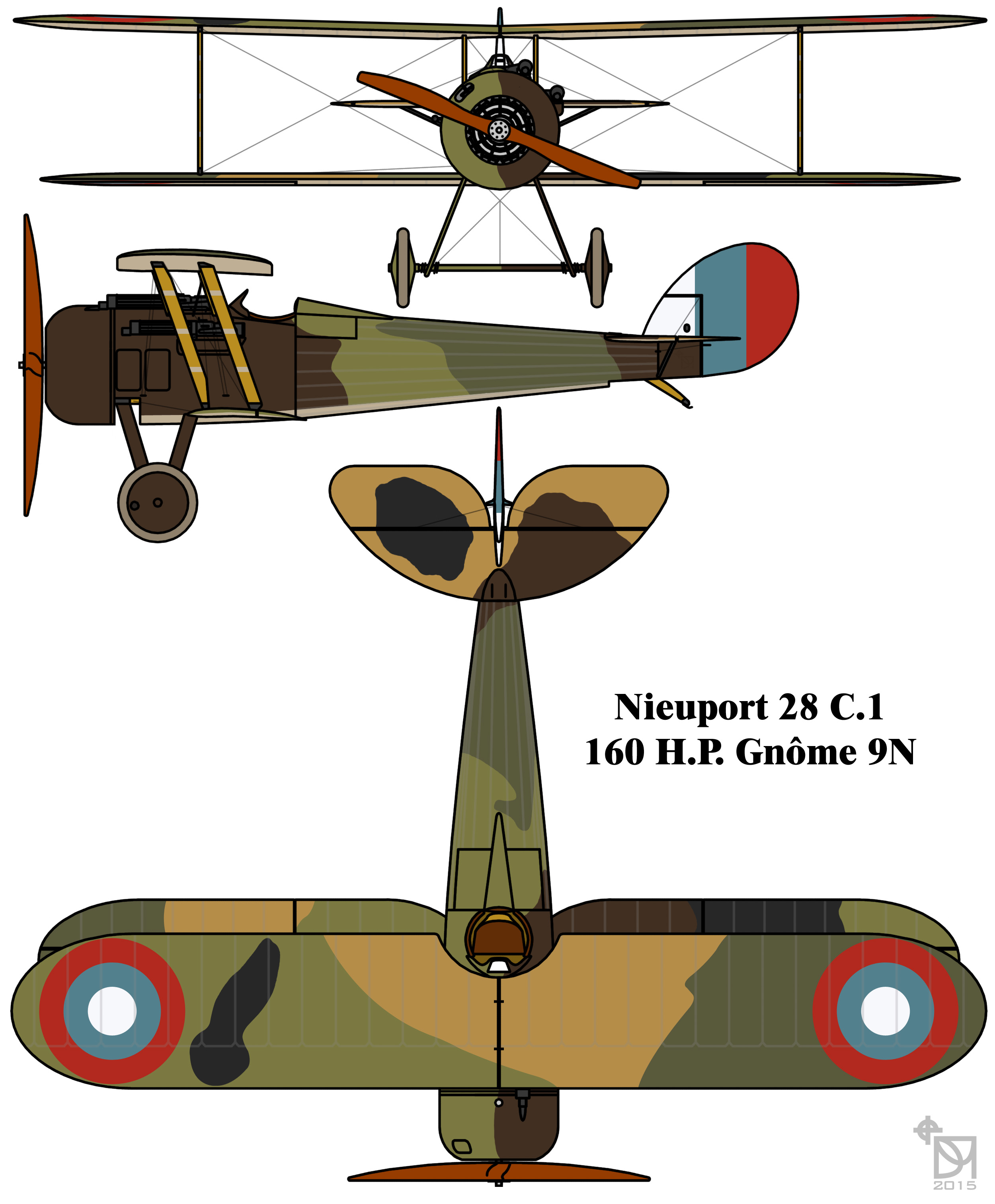
Dreiseitenriss der Nieuport 28

| Kenngröße             | Daten                                                    |
| --------------------- | -------------------------------------------------------- |
| Besatzung             | 1                                                        |
| Länge                 | 6,5 m                                                    |
| Spannweite            | 8,00 m                                                   |
| Höhe                  | 2,48 m                                                   |
| Flügelfläche          | 20 m²                                                    |
| Leermasse             | 533 kg                                                   |
| Startmasse            | 740 kg                                                   |
| Antrieb               | 1 × Umlaufmotor Gnome 9N Monosoupape mit 160 PS (118 kW) |
| Höchstgeschwindigkeit | 195 km/h                                                 |
| Reichweite            | 400 km                                                   |
| Dienstgipfelhöhe      | 5.200 m                                                  |
| Bewaffnung            | 2 × 7,7-mm-Vickers-MGs                                   |